# Rue de l’Amiral Courbet
Koordinaten: 48° 52′ N, 2° 17′ O
Die Rue de l’Amiral-Courbet ist eine 92 Meter lange und 12 Meter breite offene Privatstraße im Quartier de la Porte-Dauphine des 16. Arrondissements von Paris. Sie beginnt bei Nummer 96 der Avenue Victor-Hugo und endet bei Nummer 150 der Rue de la Pompe.

## Herkunft des Namens
Die Straße erhielt ihren Namen zu Ehren des Admirals Anatole Prosper Courbet (1827–1885), der die Seestreitkräfte der französischen Armee im Chinesisch-Französischen Krieg anführte und mit seinen Truppen die befestigte Stellung der Vietnamesen bei Sơn Tây besiegte, woran eine andere Straße in der unmittelbaren Nachbarschaft erinnert.